# Laudomia Forteguerri
Laudomia Forteguerri (Siena, 1515 - Siena, 1555) fue una destacada poetisa italiana y miembro de una de las familias más poderosas de la República de Siena durante el siglo XVI. Algunos historiadores la consideran la primera escritora lesbiana de Italia, era famosa por su belleza, talento, e inteligencia. En enero de 1553 Forteguerri lideró un grupo de mujeres que ayudaron a construir una fortificación para proteger su ciudad de un ataque inminente de las fuerzas imperiales españolas. El ataque y el sitio subsiguiente en 1554-55 condujeron en última instancia a la caída de la República independiente. Forteguerri se convirtió en una figura legendaria de la historia de Siena y su legado perduró luego de su muerte.

## Comienzos
Laudomia Forteguerri nació en 1515, era hija de Alessandro di Niccodemo Forteguerri y Virginia di Giuli Pecci. En su bautismo se hizo notar que Forteguerri era “única en el mundo y de una rara belleza” una entrada en sociedad adecuada de una mujer que se destacaría a lo largo de su vida por su gran calidez, inteligencia, y belleza. Laudomia Forteguerri era hija de la segunda esposa de su padre, y tenía un medio hermano mayor, Niccodemo Forteguerri, que sería en destacado capitán de Siena durante el sitio de Siena. Alessandro Forteguerri contrajo matrimonio con Virginia Pecci en 1515 luego del fallecimiento de la madre de Niccodemo, y la pareja además de Laudomia tuvieron otros siete hijos. Los padres de Forteguerri eran miembros de las más poderosas familias feudales de Siena en el siglo XVI; los clanes Forteguerri y Pecci eran muy influyentes, y juntos controlaban gran parte de la vida cívica y eclesiástica de la ciudad. Ambos padres de Forteguerri eran descendientes de condes imperiales de Siena y miembros del poderoso grupo Noveschi, un grupo que gobernó Siena durante los siglos XIII y XIV. Por lo tanto Forteguerri disfrutaba del status de las alta élite de la ciudad.
Forteguerri se casó con Giulio di Alessandro Colombini (miembro de otra poderosa familia Noveschi) antes de cumplir veinte años de edad, y aunque se desconoce la fecha exacta de su matrimonio, se sabe que fue con anterioridad a 1535. Aunque era común que una mujer en la Europa del noroeste durante el Renacimiento demorara su casamiento hasta tener unos veintipico y que contrajeran matrimonio con un hombre que tuviera más o menos su misma edad, las mujeres de la nobleza italiana se casaban algo más jóvenes, tal como hizo Forteguerri. A menudo las nobles italianas se casaban con hombres que superaban su edad en casi 10 años, pro lo que era perfectamente normal que Giulio fuera ocho años mayor que Forteguerri. Laudomia y Giulio tuvieron tres hijos, Olimpia Antonia (nacida en 1535), Antonia Ana (nacida en 1537), y Allesandro Antonio (nacido en 1539), Giulio falleció hacia 1542. Luego de enviudar en 1544 Forteguerri se casó nuevamente con Petruccio Petrucci, miembro de la poderosa familia Petrucci que gobernó Siena durante esa era. Volverse a casar era muy común durante el renacimiento, pero a menudo las viudas podían ejercer un poco más su preferencia en la elección de esposo, por lo que no llama la atención que el nuevo esposo de Forteguerri fuera apenas dos años mayor que ella. Tal como se acostumbraba en esa época, los hijos de Laudomia y Giulio fueron enviados a vivir con la familia Colombini; y ella y su nuevo esposo no tuvieron hijos juntos y se sabe muy poco de su vida de casados.

## Influencia en la sociedad de Siena
Forteguerri era una figura activa e influyente en la sociedad de Siena, y un historiador llegó a afirmar que ella fue la primera mujer cuya poesía fue discutida abiertamente en el ámbito académico durante una clase que dio Alessandro Piccolomini en 1541 en Infiamatti una respetable academia literaria en Padova. Sin embargo Forteguerri no solo creaba literatura que era estimada, sino que también la inspiraba; Forteguerri era famosa por su belleza e intelecto, y se convirtió en la musa de varios escritores prominentes de Siena. El primer texto en el que aparece Forteguerri es Ragionamento de Marc’Antonio Piccolomini, donde ella participa de un diálogo filosófico (y casi herético) con las intelectuales y nobles Girolama Carli de' Piccolomini y Franzi Marzi. La familia Piccolomini era muy influyente en Siena durante esta época, y Marc'Antonio ayudó a fundar la Accademia degli Intronati, que sirvió como centro de la vida cultural e intelectual de la aristocracia de Siena a mediados del sigo XVI. Por lo tanto Ragionamento fue una obra muy influyente en los círculos académicos de Siena. Muchos estudiosos creen que esta obra no estaba basada en un evento que aconteció, tal como sostenía Piccolomini, sino que fue construida por el autor para aliviar los rumores de herejía que acechaban a la familia Piccolomini. Si bien es poco claro si los puntos de vista heréticos calvinistas que Forteguerri expone en este diálogo son representativos de sus propias creencias, y si ella es meramente usada por Piccolomini como un vehículo para presentar un retrato ortodoxo de Girolama Piccolomini, indudablemente Forteguerri es presentada en esta obra literaria como una mujer de carácter con un intelecto refinado.

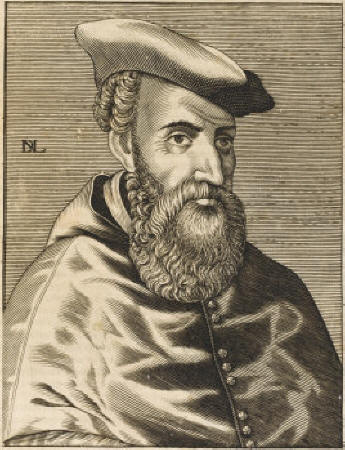
Alessandro Piccolomini.

El primo de Marc’Antonio Piccolomini, el filósofo y humanista Alessandro Piccolomini, también fue inspirado por Forteguerri. Alessandro estaba deslumbrado por esta brillante poetisa, y a pesar de la aparente falta de interés romántico por él por parte de Forteguerri, ella es considerada el gran amor de la vida de Piccolomini. Cuando Forteguerri se lamentó que por ser mujer ella se encontraba excluida de poder estudiar la ciencia de la astronomía, Alessandro escribió De la sfera del mondo y De le stele fisse (Sobre la Esfera del Mundo y Sobre las Estrellas Fijas), un notable compendio de dos partes sobre el tema el cual le dedicó a Laudomia. Este compendio es considerado un texto importante en la historia de la astronomía, ya que fue la primera vez en que la luminosidad estelar era clasificada alfabéticamente (como aún se sigue haciendo en la actualidad) y contenía el primer atlas completo de estrellas que los historiadores hayan podido encontrar. Además fue uno de los primeros textos de astronomía que era ampliamente accesible, ya que Piccolomini lo escribió en italiano en vez de en latín que era el idioma académico, de forma que Forteguerri pudiera comprenderlo en toda su dimensión. Alessandro también escribió la notable obra filosófica, Sobre la Organización de Toda la Vida de un Hombre nacido Noble en una Ciudad Libre, como un regalo bautismal para el hijo de Forteguerri, Allesandro Antonio Colombini, que era el ahijado de Piccolomini.
Piccolomini fue el más ferviente partidario de la imagen pública y obras de Forteguerri, y su destacado análisis de sus sonetos en la clase que dio en Padova en 1541, posteriormente será publicado y tendrá amplia circulación. Tal vez el aspecto más importante de esta clase fue la exposición que hace Piccolomini de Forteguerri, ya que todos los sonetos que analiza están dedicados al gran amor de Forteguerri, Margarita de Austria. Aunque en vez de mostrarse celoso por esta expresión de amor por parte de Forteguerri hacia otro, Piccolomini lo celebra, aclamando su poesía como “un ejemplo del amor más ardiente que existe… entre dos mujeres únicas y divinas.” Ello es especialmente sorprendente si se observa el resentimiento de Piccolomini luego del segundo casamiento de Forteguerri en 1544, un evento que lo hirió tan profundamente que ya nunca volverá a mencionar a Forteguerri por su nombre en sus obras (aunque en algunos de sus últimos poemas Piccolomini hace referencia en forma dramática a la “traición” de su amada). Parece claro que la aceptación por parte de Piccolomini de las expresiones de Forteguerri respecto a amor por alguien del mismo sexo se basa en su entendimiento que ella no estaba experimentando un verdadero deseo físico, sino un amor divino (y completamente platónico) por Margarita. Sin embargo, aunque poetas contemporáneos de Siena tales como Emanuele Grimaldi, Benedetto Varchi, y Agnolo Firenzuola se hacen eco del punto de vista heteronormativo de Piccolomini del amor de Forteguerri por Margarita, la relación entre estas dos mujeres no puede ser considerada como meramente platónica.